# 金子美紀
金子 美紀（かねこ みき）は、日本の女優。東京都出身。2019年4月よりアメリカロサンゼルスに拠点を移し活躍。2022年11月に俳優業を休止。

## 出演

### 映画
- Ed Asner Unscripted　(2023年、Brian Connors)
- Want To Hear A Story?　(2021年、Ryan Jack Connell)　- Sunscreen Film Festival West入選
- MUSE　(2020年、Thang Nguyen)　- Oasis International Film Festival 2022 Winner, DIFF 2022 Winner, FICOCC 2022 Official Selection, Hollywood Gold Awards Official Selection, Paris Film Awards Silver Award
- あなたトわたしのト　(2016年、監督：翔太郎)　- はままつ映画祭2016入選、第1回なかまぁるShort Film Contest入選
- HIMAWARI　(2013年、監督：与田智史)　- 主演
- 能動的ニヒイズム　(2010年、監督：林智亜季)　- 主演

### 舞台
- ROE 　(2022年4月、Santa Monica Playhouse) 　- Linda Coffe / Judy / Eleanor Smeal 役
- THE CURIOUS INCIDENT OF THE DOG IN THE NIGHT-TIME 　(2020年2月、Promenade house)　- Mrs. Shears / Mrs.Gascoyne 役
- WAR→P! to 花やしき　福音の雷と運命の蕾　(2019年1月、浅草花やしき)　- 主演・リナリア 役
- WAR→P! in Fantasy 芽ぐみの雨と水鏡の試練 　(2018年5月、BASEMENT MONSTER 王子)　- リリー・ルー / ミア 役
- WAR→P! in Troup 鈍色のカーテンコール 　(2017年5月、BASEMENT MONSTER 王子)　- 青陰サキ 役
- 帰ってきたアンチョビー　(2015年12月、上野ストアハウス)　- パパ 役
- WAR→P! in Fantasy 暦星と虹の冠 　(2015年11月、BASEMENT MONSTER 王子)　- エーブリー 役
- AKB48リーディングシアター アドレナリンの夜　(2015年10月、Zeppブルーシアター六本木)　- アンサンブル
- ガールズ・プリズン・オペラ　(2014年12月、新宿シアターモリエール)　- 中林明菜 役
- 300年の絵画と鉄仮面の姫君　(2014年9月、北沢タウンホール)　- 土 役
- Copyright.　(2014年5月、シアターKASSAI)　- ソフィー 役
- RAIN　(2014年4月、中野ザ・ポケット)　- 水の女王 役
- 朗読劇 二人のロミオと、二人のジュリエット (2014年1月、ザ☆キッチンNAKANO)　- 樹里亜 役
- トラブル・トラップ・トラベル　(2013年8月、中目黒キンケロ・シアター)　- 売り子 役
- THE BANK　(2013年7月、新宿シアターブラッツ)　- 中野 役
- ANARCHIST　(2013年1月、新宿アシベ会館)　- 早池峰蛭子 役
- 銀河英雄伝説 輝く星 闇を裂いて　(2012年11月、東京国際フォーラム Cホール)　- アンサンブル
- ZIPPY　(2012年1月、新宿アシベ会館)　- 主演・朴美蓮 役
- 文學青年　(2011年10月、新宿シアターモリエール)　- 薫 役
- アメリカ　(2011年6月、GEKIBA)　- 瞳 役
- TIC-TAC　(2010年12月、新宿アシベ会館)　- ヒロイン・梁彌李亜 役
- 愛と不安の夏　(2010年7月、俳優座劇場)
- ヒメ　(2010年4月、吉祥寺シアター)　- カスミ 役
- MIMICRY　(2010年6月、新宿アシベ会館)　- 主演・景莉里 役
- 眠れる森の美女　(2009年9月、アトリエフォンテーヌ)　- 女2
- 俺は、君のためにこそ死ににいく　(2009年4月、紀伊國屋サザンシアター_TAKASHIMAYA)　- 仲村道子 役

### その他
- U.S. Department of Health and Human Services テレビコマーシャル
- Drunk Fruit ムービー
- AVEDA INSTITUTE LOS ANGELES ヘアモデル
- kiri Sweets Festival スペシャルムービー
- 明治 ザバス アミノパワープロテイン
- リクルート ライフスタイル スチール＆ムービー
- 明治 チョコなべパーティー スチール
- J-オイルミルズ スチール
- 日本電子専門学校 2012年度 HP&学校案内パンフレット
- ニューシネマワークショップ 2012年度 HP&学校案内パンフレット
- まっぷるマガジン 鎌倉 '13
- まっぷるマガジン 東京へでかけよう '13

## 参考
- なかまぁるShort Film Contest ノミネート作品を発表！(2019年10月4日)